# Боярка (Курганская область)
Боярка — деревня в Каргапольском районе Курганской области. Входит в состав Бахаревского сельсовета. Исключена из учётных данных в 2007 году.

## Географическое положение
Располагалась на левом берегу реки Ик в месте впадения в неё Шайтанки.

## История
5 июня 1964 года указом Президиума Верховного Совета РСФСР деревня Шайтанка переименована в Боярку.

## Население
По переписи 2002 г. в деревне отсутствовало постоянное население.